# Aszó Taró
Aszó Taró (japánul: 麻生太郎, nyugaton: Tarō Asō) (Iizuka, 1940. szeptember 20. –) japán politikus, a Liberális Demokrata Párt (LDP) korábbi elnöke, Japán volt miniszterelnöke. A Japán Országgyűlés választotta meg kormányfőnek 2008. szeptember 24-én és Akihito császár még aznap feleskette őt és kormányát. A 2009-es japán parlamenti választásokon pártja vereséget szenvedett és így elvesztette többségét a parlament alsóházában, amely a miniszterelnök személyéről dönt. 2009. szeptember 16-án mondott le és az Országgyűlés azonnal ki is jelölte utódját, Hatojama Jukiót.
Aszó politikai családban született. Iskoláit Japánban, az Egyesült Államokban és Angliában végezte. Politikai pályája 1979-ben indult, amikor képviselő lett a parlament alsóházában. Több posztot is betöltött: volt már bel- és külügyminiszter az Abe- és Koizumi-kormányokban, de az LDP főtitkára is. Aszó jelenleg Fukuoka prefektúra 8. kerületének képviselője.
2012. december 26-tól 2021. október 4.-ig Abe Sinzó második kabinetjében miniszterelnök-helyettes és pénzügyminiszter volt.

## Fiatalkor
Római katolikus családban született a Fukuoka prefektúrabeli Iizuka városában. A Gakusúin Egyetem diákja volt, ahol politikatudományi és közgazdaságtani szakon végzett. Az Egyesült Államokban a Stanford Egyetemen tanult, de családja, félve az elamerikanizálódásától, átiratta az angliai London School of Economicsba. Iskolái elvégzése után két évig Sierra Leoneban dolgozott gyémántbányászként, ám az országban dúló polgárháború hazatérésre kényszerítette. 1966-ban belépett apja cégébe. 1973 és 1979 között az Aszó Bányavállalat igazgatója volt. Ez idő alatt Brazíliában élt, ahol folyékonyan megtanult portugálul. Részt vett az 1976. évi nyári olimpiai játékokon Montréalban, ahol a japán koronglövő csapatot erősítette.[forrás?]

## Politikai pálya
1979. október 7-én, az alsóházi választásokon Aszót Fukuoka prefektúra 8. kerületének képviselőjévé választották. Ma már nyolcadik hivatali idejét tölti.
2003-ban Koizumi Dzsunicsiró második kormányába belügyminiszterként lépett be. 2005-ben, a harmadik Koizumi-kormányban külügyminiszter lett. Az egyik lehetséges jelölt volt Koizumi utódjára, de a belső pártválasztásokat Abe Sinzó nyerte. 2007. szeptember 14-én Abe lemondása után Aszó ismét szóba került lehetséges utódként. Befutónak tartották, ám Fukuda Jaszuót választották LDP-elnöknek és miniszterelnöknek.
Koizumi távozása után Aszó is jelölt volt a miniszterelnöki posztra, de az LDP a szavazatok nagy többségével Abe Sinzót választotta utódjául. Abe és Aszó is konzervatív külpolitikai nézeteket vallottak és keményen bírálták főként Észak-Korea, de Kína politikáját is. Kettejük közül Abe volt nyitottabb és kompromisszumkészebb és a közvéleménykutatások alapján nagyobb népszerűségnek örvendett, mint Aszó.
Röviddel Abe lemondása után, 2007. szeptember 14-én, Aszó ismét harcba szállt a miniszterelnöki székért. Sokáig Aszót tartották befutónak, de végül a megfontoltabb és Fukuda Jaszuo nyert. Fukuda több mint száz szavazattal többet kapott párttársaitól, mint Aszó.
2008. augusztus 1-jén Fukuda Aszót nevezte ki az LDP főtitkárának, ezzel Aszó lett a párt második legfontosabb embere.
Egy hónappal később Fukuda hirtelen és váratlanul lemondott. Öt jelölt indult a miniszterelnöki pozícióért: Aszó Taró, Joszano Kaoru, Koike Juriko, Isihara Nobuteru és Isiba Sigeru. Szeptember 22-én a várakozásoknak megfelelően Aszó lett Japán következő miniszterelnöke és az LDP elnöke is egyben. Két nappal később, szeptember 24-én a Japán Országgyűlés is megerősítette hivatalában.

## Miniszterelnök

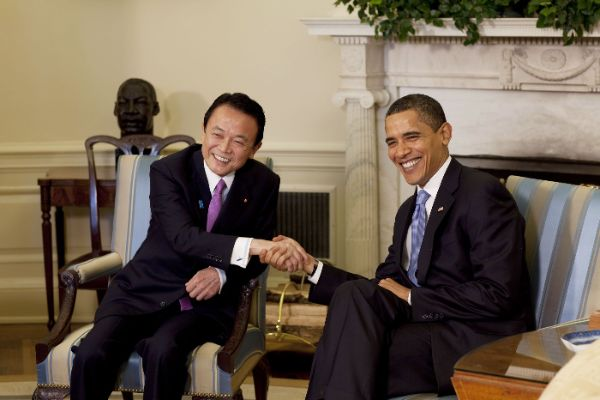
Aszó és Obama az Ovális Irodában

Nem sokkal Aszó hivatalba lépése után Japánt is elérte a pénzügyi válság, az ország gazdasága recesszióba süllyedt. Az Aszó-kormány áprilisban gazdasági élénkítő csomagot fogadott el, ezt azonban többen támadták.
2009. február 24-én Aszó volt az első külföldi vezető, akit Barack Obama amerikai elnök fogadott a Fehér Házban.
Kiderült, hogy az Aszó család szénbányájában a második világháború alatt szövetséges hadifoglyokat alkalmaztak – ez a tény tovább csökkentette a támogatottságát. Kormányára újabb csapás volt, amikor pénzügyminisztere, Nakagava Sóicsi lemondott, miután látszólag ittasan jelent meg egy nemzetközi sajtótájékoztatón Rómában. 2009 folyamán pártja több önkormányzati választást veszített el, ezért Aszó feloszlatta a Japán Országgyűlést és parlamenti választásokat írt ki augusztus 30-ára. A voksoláson Aszó és pártja súlyos vereséget szenvedett, ami az LDP ötvenöt éves, majdnem megszakítatlan kormányzásának vetett véget. Szeptember 16-án felelősséget vállalva Aszó lemondott pártelnöki, ezzel pedig kormányfői tisztségéről. A japán parlament még aznap megválasztotta utódját, Hatojama Jukiót. A pártelnöki poszton Tanigaki Szadakazu követte.

### Kormány
| Belügyi és hírközlési miniszter A Nemzeti Közbiztonsági Bizottság (NKB) elnöke Okinaváért és az északi területekért felelős tárca nélkül miniszter Katasztrófakezelési tárca nélküli miniszter | Hatojama Kunio 2009. június 12-ig (csak belügyi és hírközlési miniszter) |
| Belügyi és hírközlési miniszter A Nemzeti Közbiztonsági Bizottság (NKB) elnöke Okinaváért és az északi területekért felelős tárca nélkül miniszter Katasztrófakezelési tárca nélküli miniszter | Szató Cutomu                                                             |
| Igazságügyminiszter | Mori Eiszuke                                                             |
| Külügyminiszter | Nakaszone Hirofumi                                                       |
| Pénzügyminiszter Pénzügyi szolgáltatások tárca nélküli minisztere | Nakagava Sóicsi 2008. szeptember 28-ig                                   |
| Pénzügyminiszter Pénzügyi szolgáltatások tárca nélküli minisztere | Joszano Kaoru                                                            |
| Oktatásügyi, kulturális, sport- és tudomány- és technológiaügyi miniszter | Sionoja Rjú                                                              |
| Egészségügyi, munkaügyi és szociális miniszter | Maszuzoe Jóicsi                                                          |
| Mezőgazdasági, erdészeti és halászati miniszter | Isiba Sigeru                                                             |
| Gazdasági, kereskedelmi és iparügyi miniszter | Nikai Tosihiro                                                           |
| Földügyi, infrastrukturális, közlekedési és turizmusügyi miniszter | Nakajama Nariaki 2008. szeptember 28-ig                                  |
| Földügyi, infrastrukturális, közlekedési és turizmusügyi miniszter | Kaneko Kazujosi                                                          |
| Környezetvédelmi miniszter | Szaitó Tecuo                                                             |
| Védelmi miniszter | Hamada Jaszukazu                                                         |
| Kabinetfőtitkár | Kavamura Takeo                                                           |
| Gazdasági és pénzügyi politikáért felelős tárca nélküli miniszter | Joszano Kaoru                                                            |
| Szabályozási és adminisztrációs reformért felelős tárca nélküli miniszter | Amari Akira                                                              |
| Fogyasztóvédelmi ügyekben felelős tárca nélküli miniszter Élelmiszerbiztonságért felelős és tudomány- és technológiaügyi tárca nélküli miniszter                                               | Noda Szeiko                                                              |
| Népességügyi és a nemi egyenlőségért felelős tárca nélküli miniszter | Obucsi Júko                                                              |

## Magánélet
Aszó Taró nős, felesége, Aszó Csikako, Szuzuki Zenkó korábbi japán miniszterelnök lánya. Édesapja, Aszó Takakicsi a Japán Országgyűlés alsóházának képviselője és a családi vállalat feje volt. A vállalkozás jelenlegi vezetője öccse, Aszó Jutaka. Aszó anyai nagyapja, Josida Sigeru, szintén miniszterelnök volt. Aszó Nobuko, a húga, a Akihito császár unokatestvérének felesége. Szépapja, Ókubo Tosimicsi, japán államférfi és szamuráj volt a 19. században, egyike a Meidzsi-restauráció elindítóinak.